# Сауд ибн Абдул-Азиз
Сауд ибн Абдул-Азиз ибн Мухаммад Аль Сауд (араб. سعود الكبير بن عبد العزيز  بن محمد آل سعود‎; ? — 1814) — правитель, третий эмир первого саудовского государства (Дирийский эмират); 1803—1814). Старший сын и преемник эмира Абдул-Азиза ибн Мухаммада.

## Биография
В 1780-е годы принц Сауд руководил всеми крупными набегами Саудидов на окрестные арабские племена. Фактически он был главным военачальником Дирийского эмирата при своём стареющем отце и даже заключал от его имени договора. В 1788 году эмир Абдул-Азиз ибн Мухаммад при поддержке проповедника Мухаммада ибн Абд-аль-Ваххаба привёл население Неджда к присяге на верность его сыну, тем самым сделав Сауда фактическим правителем Дирийского эмирата.
К этому времени Саудиды основательно укрепились в Неджде и начали продвигаться в другие районы Аравии и даже за её пределы: в Хиджаз, Эль-Хасу, Нижний Ирак и к границам Сирии. Нападение на Эль-Хасу в 1785—1786 годах облегчалось внутренним распрями в этой провинции. Эмир Саадун ибн Арайар был свергнут родственниками и бежал в Эд-Диръию, где был принят с почетом. На протяжении нескольких лет ваххабиты совершали рейды вглубь Эль-Хасы, достигая берегов Персидского залива, но полностью подчинить провинцию пока не могли. Лишь в 1791 году после разгрома войска шейха Баррака оазисы Эль-Хасы выразили покорность Саудидам. Все мавзолеи и прочие шиитские святыни Эль-Хасы были разрушены, во все оазисы были посланы ваххабитские улемы.
В 1792 году скончался основатель и теоретик ваххабизма Мухаммед ибн Абд аль-Ваххаб. Его роль в становлении государства Саудидов трудно переоценить. Он не только был духовным лидером диръийцев, но, говорят, даже научил их пользоваться огнестрельным оружием. Потомки Ибн Абд аль-Ваххаба тоже были богословами (клан Ааль аш-Шейх существует до сих пор), но ни один из них по авторитету даже не приблизился к своему знаменитому предку.
Осенью 1793 года в Эль-Хасе вновь началось восстание против недждийцев. Дирийский эмир Абдул-Азиз ибн Мухаммад направил на подавление этого восстания войска под командованием своего сына Сауда. На сторону ваххабитов перешел бывший противник Баррак ибн Абд аль-Мухсин. Он оказал помощь недждийцам, за что был назначен эмиром провинции. Однако уже в 1796 году Баррак воспользовался занятостью недждийцев в войне против Хиджаза и сам поднял восстание. Но эмир Сауд жестоко подавил его. Помимо награбленного золота, он потребовал с хасцев выплатить контрибуцию и сдать оружие, а несколько наиболее знатных семей были вывезены в Эд-Диръию. Эмиром же в Эль-Хасе был посажен Наджим ибн Духайним, ставленник Сауда
Ведя борьбу на востоке и северо-востоке, Саудиды старались поддерживать мирные отношения с великими шерифами Мекки на западе: интересы недждийцев и хиджазцев пока не пересекались. В Мекку даже посылались недждийские улемы для ведения богословских диспутов и проповедования ваххабизма, впрочем, без особого успеха. Однако в 1790 году мир был нарушен: мекканский шериф Халиб ибн Мусаид (1788—1813) отправил в поход на Неджд своего брата во главе десятитысячного войска с 20 пушками. Поход завершился неудачей, однако с этого времени началась почти непрерывная вражда Неджда и Хиджаза. Отряды ваххабитов стали совершать набеги на Хиджаз, а в мае 1795 года осадили крупный город Турабу. Зимой 1795-1796 годов Сауд ибн Абдул-Азиз наголову разбил вторгшееся в Неджд войско Халиба, захватив 20 тысяч верблюдов и 200 тысяч овец. Продолжая двигаться на юг, недждийцы в 1796-1797 годах подчинили могущественное племя атайба, ранее платившее дань мекканским шерифам. В 1798 году мекканский шериф Халиб с войском, состоящим из турецких и египетских наемников, вновь вторгся в Неджд, но и на этот раз был разбит и был вынужден пойти на перемирие, разрешив недждийцам совершать хадж в Мекку.
В 1796—1797 годах обострились отношения Неджда с Багдадским пашилаком. Аравия всегда была тесно связана с Ираком, а некоторые племена вообще переселились за Тигр. Бедуины, кочевавшие в Нижнем Ираке, поддерживали тесные связи с городами Междуречья. Багдадские паши издавна щедро одаривали вождей этих пограничных племен и вооружали их, чтобы те защищали Ирак от набегов кочевников из глубинных областей Аравии. Возросшая активность ваххабитов в Нижнем Ираке настораживала правителей Багдада. В 1797 году Буюк Сулейман-паша поставил во главе союзного племени мунтафик некоего Сувайни и дал ему несколько отрядов регулярной армии с пушками. К ним присоединился изгнанный из Эль-Хасы шейх Баррак. Сауд ибн Абдул-Азиз собрал против иракцев свои лучшие силы. В Эль-Хасе начались тяжелые бои, но в разгар кампании Сувайни был убит своим чёрным рабом Туайсом, фанатиком-ваххабитом. В багдадском войске началась паника, отряды спешно отступили на север, бросив оружие: в руки Сауда попали турецкие пушки.
Вскоре ваххабиты появились в низовьях Евфрата и пустынях Сирии. Всерьез обеспокоенный развитием событий багдадский паша направил против ваххабитов мощную регулярную армию под командованием Али-кахьи, которая в 1798 году вторглась в Эль-Хасу. В состав войска входила пехота, кавалерия, артиллерия и отряды союзников-бедуинов. Однако ни пушки, ни осадные машины не помогли выбить ваххабитов из укрепленных оазисов. В 1799 году в Багдаде было подписано перемирие, которое Саудиды, очевидно, ценили невысоко: представитель ваххабитов принес багдадскому паше текст договора, написанный на каком-то клочке бумаги.
В 1798 году Османский Египет оккупировала французская армия под командованием Наполеона Бонапарта, а в 1801 году их сменили англичане. Таким образом, турецкому султану стало не до Аравии с её локальными конфликтами. Руки ваххабитов оказались совершенно развязаны. В апреле 1802 года они совершили набег на богатейший шиитский город Кербелу. С городом и его жителями ваххабиты обошлись с поистине варварской жестокостью. Они убили более четырёх тысяч человек. Была разграблена богатейшая гробница имама Хусейна, разрушены многие мечети (кочевники считали, что кирпичи, из которых сложены мечети, были из чистого золота). Чтобы увезти награбленную добычу, ваххабитам понадобилось четыре тысячи верблюдов.
После разгрома Кербелы главной мишенью Саудидов вновь стал Хиджаз. К этому времени Сауд уже успел совершить хадж с войском, продемонстрировав шерифу Мекки всю свою мощь. Положение Халиба ибн Мусаида было очень сложным: он успел возбудить недовольство своим правлением среди горожан. Даже его родственник Осман аль-Мудайфи перешел на сторону ваххабитов; за ним последовали многие верные племена. В 1802 году аль-Мудайфи взял Эт-Таиф. Галиб запросил помощи у Порты, но предотвратить взятие Мекки не удалось. В марте 1803 года Сауд двинул большие силы на Мекку, где в это время находилось много паломников. Халиб ибн Мусаид бежал в хорошо укрепленную Джидду. Через месяц Сауд ибн Абду-Азиз вошел в священный город и разрушил там все мавзолеи святых и здания, архитектура которых не соответствовала догматам ваххабизма. Жителям было запрещено молиться за султана, носить шелковые одежды, публично курить табак. Известие о падении Мекки повергло Стамбул в панику и уныние. Султан направил в Хиджаз небольшой отряд под командованием Шериф-паши и убедил выступить багдадского пашу. К этому времени отряд Сауда весьма поредел из-за болезней, и летом он был вынужден оставить Мекку.

## Правление
Осенью 1803 года прямо в мечети во время молитвы дервишем был убит эмир Абдул-Азиз ибн Мухаммад. Новым эмиром был провозглашен его старший сын и соправитель Сауд ибн Абдул-Азиз. Он вновь принял присягу у жителей Эд-Диръии и провинций и уже на следующий год принялся теснить хиджазцев. В 1805 году союзные Сауду асирцы нанесли поражение шерифу Галибу, а зимой 1805-1806 годов Сауд решил нанести ему решающий удар. Объединившись с союзными кочевниками, он блокировал Мекку. Из-за начавшегося голода Халиб быстро сдал город и подчинился Сауду. Примерно в это же время недждийцы заняли Медину и Янбо. Из Мекки и Медины были изгнаны турецкие чиновники. Хиджаз был присоединен к Неджду, хотя степень его зависимости была меньше чем, например, у Эль-Хасы. У мекканского шерифа остались и должность, и имя, и влияние на окрестные племена. Сауд каждый год совершал хадж с войском. Обычно он начинал паломничество из Медины, а по дороге к нему присоединялись союзные племена. Одновременно Саудиды начали чинить препятствия паломникам из других частей Османской империи: от них требовали соблюдения догм ваххабизма и взимали немалую мзду, но и при соблюдении всех условий пробиться в Мекку было почти невозможно.
С конца XVIII века ваххабиты стали совершать набеги на Оман и к 1803 году подчинили себе правителя Маската и мелких окрестных шейхств и эмиратов. Однако экспансия Дирийского эмирата в Омане столкнулась с колониальными интересами Великобритании. Поначалу англичане, заинтересованные в безопасности торговых путей между Басрой и Индией, пытались сохранить дружественные отношение с набиравшим силу государством Саудидов, однако в случае крайней необходимости не гнушались применять и военную силу. В 1809 году англичане поддержали восстание маскатцев против Саудидов, разгромив базу ваххабитов в Рас-эль-Хайме. Диръийцы некоторое время ещё пытались удержать Оман под своим контролем, но удаленность этой страны и враждебность населения к идеям ваххабизма сыграли своё дело: после гибели в 1813 году военачальника Мутлака аль-Мутайри недждийцы были вынуждены вывести свои войска из Омана.
В первом десятилетии XIX века ваххабиты продолжили экспансию на юг, в Йемен. Во время последней войны с Хиджазом они подчинили Асир и Абу-Ариш, которые стали плацдармом для войны с Йеменом. Там царила феодально-племенная анархия, и в целом ситуация благоприятствовала захвату страны ваххабитами. Несколько походов на юг не принесли диръийцам сколь-либо заметных успехов. Ваххабиты развернули в Йемене пропагандистскую деятельность и несколько раз посылали туда улемов, но тоже безуспешно. Однако и правители Асира с Абу-Аришем были не вассалами, а скорее союзниками Сауда. Кроме того, они враждовали друг с другом, и в 1809 году Сауду пришлось силой усмирять их.
После разгрома Кербелы ваххабиты продолжили набеги на Ирак. В 1803-1804 годах Сауд разграбил окрестности Басры и Эз-Зубайра. В 1804-1805 годах он подчинил могущественное племя зафир. В 1806 году ваххабиты безуспешно пытались взять Эн-Неджеф, Эс-Самаву и Эз-Зубайр, а в 1808 году вновь появились под стенами Кербелы. Однако на этот раз взять хорошо укрепленный со времени прошло набега город не удалось. Набеги ваххабитов на Ирак продолжались до 1810 года, но в целом кроме разграбления мелких селений и пригородов ничего не принесли. Столь же малорезультативными были походы на Сирию.
К 1810 году Дирийский эмират достиг пределов своего расширения. Под властью Саудидов находился почти весь Аравийский полуостров. Им платили дань правители Маската, Йемена и Хадрамаута. Общее число подданных эмира достигло 2400 тысяч человек.
Саудиды стали самым богатым кланом на Аравийском полуострове. На содержание семьи эмира уходила треть налогов, получаемых с Эль-Хасы. Простота и умеренность — один из столпов ваххабизма — ушли в прошлое. У Сауда помимо четырёх жен было множество наложниц. Каждая из жен имела свою комнату во дворце и служанок. Жены одевались в индийские шелка, носили богатые украшения с драгоценными камнями. Сам Сауд тоже привык к роскоши. Дворец его был богато украшен золотом и жемчугами; специально обученные повара готовили ему самые изысканные блюда. Особой любовью Сауда пользовался табун породистых лошадей в шестьсот голов. Чуть меньшие табуны были у его сыновей. Каждый день эмир принимал до пятисот гостей, которых, естественно, нужно было угощать. После убийства отца Сауда постоянно, даже в мечети, окружали рабы-телохранители. Даже если считать, что роскошь двора Саудидов была приукрашена европейцами под впечатлением сказок «Тысячи и одной ночи», было заметно, что образ жизни семьи эмира резко контрастировал с предписаниями ваххабизма.
Однако остановка экспансии Саудидов означала начало конца их государства. Участие в совместном набеге, грабеже, объединяло разрозненные арабские племена. С прекращением набегов объединение потеряло привлекательные для арабской знати черты. Уменьшилось поступление награбленных средств. На плечи вольных кочевников-бедуинов лёг гнёт налогов (в частности, закят, который раньше они не считали обязательным). Как уже говорилось выше, несмотря на отрицание ваххабизмом роскоши, знать приобрела вкус к ней; углубился разрыв между ваххабитской пропагандой, обращенной к народу, и образом жизни аристократии. Уменьшение заинтересованности знати в централизованном государстве, разочарование в ваххабизме простых кочевников и земледельцев, отрыв знати от простолюдинов — вот основные причины кризиса первого государства Саудидов. Достаточно было какого-либо мощного толчка, чтобы накопившиеся противоречия разрушили его.

## Османо-саудовская война
Потеря Мекки и Медины нанесла огромный урон престижу османских султанов. Взошедший на престол в 1807 году Мустафа IV всерьез озаботился возвратом священных городов под свою власть. Однако правители Багдада и Дамаска были слишком заняты внутренними усобицами, и решение этой задачи было возложено на египетского пашу и хедива Мухаммеда Али (1805—1848). Утвердившись в Каире, в конце 1809 года он начал подготовку к походу на Аравию. К марту 1810 года в Суэце был построен флот для предстоящей экспедиции. 1 марта 1811 года Мухаммед Али устроил в каирской цитадели массовое избиение мамлюков, тем самым устранив опасных внутренних врагов. Наконец, он заручился поддержкой мекканского шерифа Галиба ибн Мусаида. Вообще население Хиджаза было враждебно настроено по отношению к Саудидам.
К 1810 году в государстве Саудидов сложилась тяжелая ситуация. За многолетней засухой последовали голод и эпидемия холеры. К тому же начались разногласия в правящем семействе. Сыновья эмира, Турки, Насыр и Саад, недовольные содержанием, которое выделял им отец, с небольшим отрядом отправились в самовольный набег на Оман. Сауд вывел оттуда основные войска, лишив сыновей поддержки, и те остались в Эль-Хасе, не рискуя показываться отцу на глаза. Опасаясь соперничества, Сауд также удалил от себя родных братьев и приблизил сводных.
В августе 1811 года египетский паша Мухаммед Али напал на Хиджаз с суши и с моря. В октябре египтяне захватили Янбо и двинулись на Медину. Дирийский эмир Сауд ибн Абдул-Азиз мобилизовал против них лучшие силы. В декабре он встретил основные силы египтян в узком горном проходе у вади Эс-Сафра, внезапно напал и обратил в бегство, однако почему-то не стал штурмовать Янбо.
Чтобы исправить положение, Мухаммед Али подкупил вождей местных кочевых племен — джухайна и харб. Осенью 1812 года египетские войска под командованием Тусун-паши, старшего сына Мухаммеда Али, вновь двинулись к Медине, не встречая сопротивления. После артобстрела город был взят, а три недели спустя сдался укрывавшийся в цитадели ваххабитский гарнизон. Мекканский шериф Халиб ибн Мусаид вел двойную игру. Ему было выгодно взаимное истребление ваххабитов и египтян. Он клялся в верности Сауду, а сам тем временем готовился к сдаче Мекки и Джидды египтянам. В 1812 году он позволил Сауду совершить хадж в последний раз. Эмир Эд-Диръии вряд ли не понимал серьезность положения в Хиджазе, но состояние дел в государстве не позволяло Сауду подготовить ответный удар. В январе 1813 года египтяне без боя взяли Джидду, а вскоре Мекку и Эт-Таиф. Весь Хиджаз оказался в руках египтян, причем без особых усилий. Сауд в ответ предпринял несколько набегов, не принесших особых результатов. Мухаммед Али понимал: для того, чтобы покончить с ваххабитами, недостаточно захватить Хиджаз, а потому осенью 1813 года лично прибыл в Мекку. Он сверг шерифа Галиба и завладел его имуществом, чем навлек на себя недовольство хиджазцев. Мухаммеду Али пришлось принимать меры по улучшению отношений с местными жителями, для чего были отменены некоторые налоги. Но, самое главное, он возобновил хадж — источник процветания городов Хиджаза. Тогда же он стал формировать в Египте и стягивать в Хиджаз пополнение для своей армии.
В разгар этих событий в 1814 году Эд-Диръии скончался эмир Сауд ибн Абдул-Азиз. Ему наследовал старший сын Абдаллах I ибн Сауд (1814—1818).